# サホ語
サホ語はエリトリアおよびエチオピアで話されている言語である。アフロ・アジア語族・クシ諸語・東クシ諸語に属する。

## 概要
サホ人によって母語として話されている。サホ人は伝統的に、東をアラファリ（en:Arafali）湾、南をラーシ・ゲデ（Laasi Ghedé）渓谷、西をエリトリア高原（Eritrea highlands, Akele-Guzai, Shimezana）に囲まれたエリトリアの領土に住んでいる。
この言語の地域は他のアフロアジア語族の言語――西はティグレ語話者、東はアファル語話者――のコミュニティに接している。エチオピアでサホ語は主にティグレ地方（en:Tigray Region）で話されている。四つの主な方言――トロア（Toroa）、アッサオルタ（Assaorta）、ミニフェロ（Minifero）、イロブ（Irob）――があり、合計で約20万人の話者がいる。
サホ語はアファル人の母語として話されるクシ語派のアファル語と密接な関係がある。一部の言語学者は二つの言語を一つの「サホ・アファル語」の方言と考えるほどである。

## 言語名別称
- Sao
- Shaho
- Shiho
- Shoho

## 方言
- イロブ方言（Irob dialect）